# فرودگاه بین‌المللی تائویوان تایوان
فرودگاه بین‌المللی تائویوان تایوان (به انگلیسی: Taiwan Taoyuan International Airport) یک فرودگاه همگانی مسافربری با کد یاتا TPE است که یک باند فرود بتن دارد و طول باند آن ۳۶۶۰ متر است. این فرودگاه در کشور تایوان قرار دارد و در ارتفاع ۳۳ متری از سطح دریا واقع شده‌است.

## شرکت‌های هواپیمایی و مقصدهای پروازی

Countries with direct flights to Taipei and top 20 cities

Countries served by passenger flights from Taiwan Taoyuan International Airport (includes seasonal and future destinations).

### مسافری

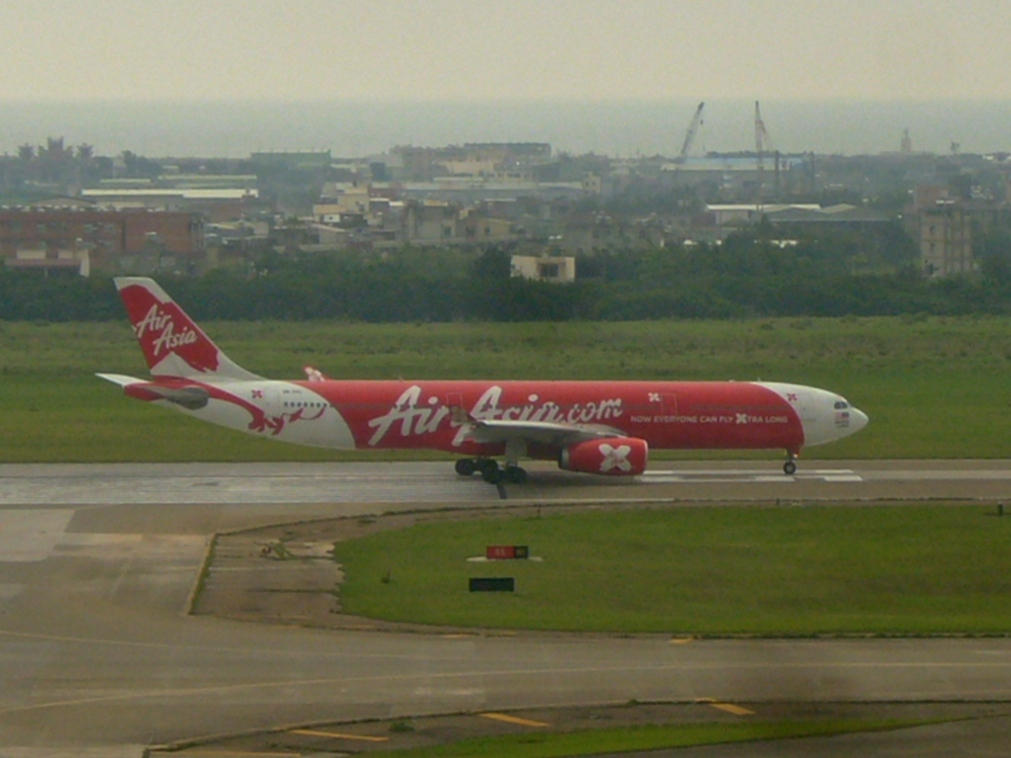
ایرآسیا ایکس ایرباس ای۳۳۰

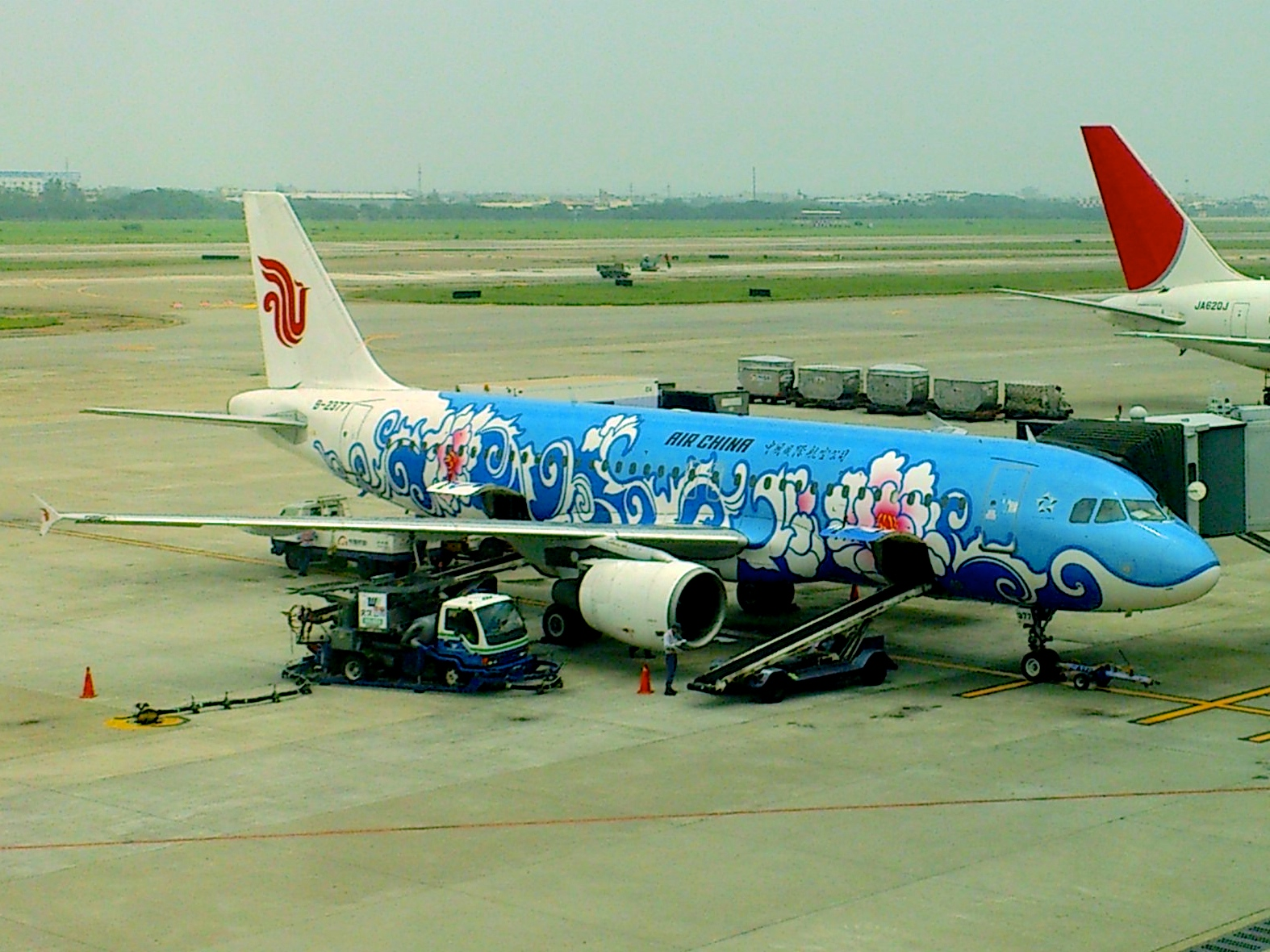
ایر چاینا خانواده ایرباس ای۳۲۰

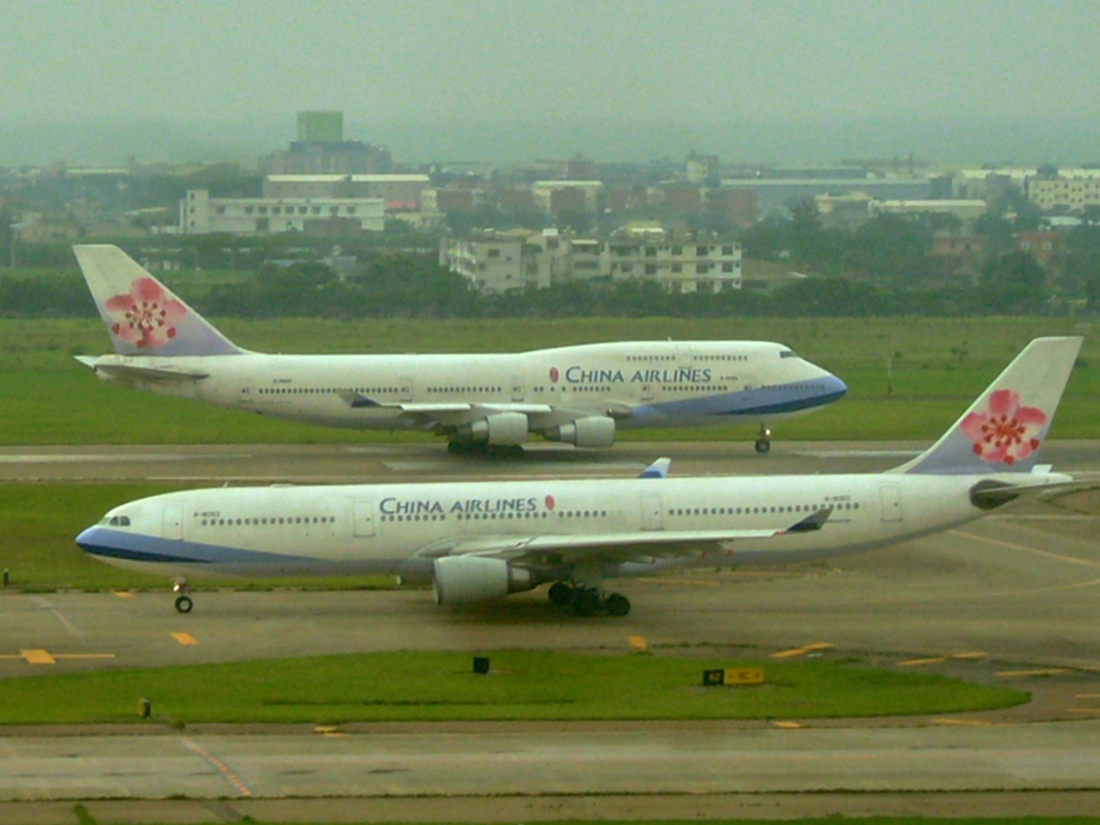
چاینا ایرلاینز ایرباس ای۳۳۰ and بوئینگ ۷۴۷–۴۰۰

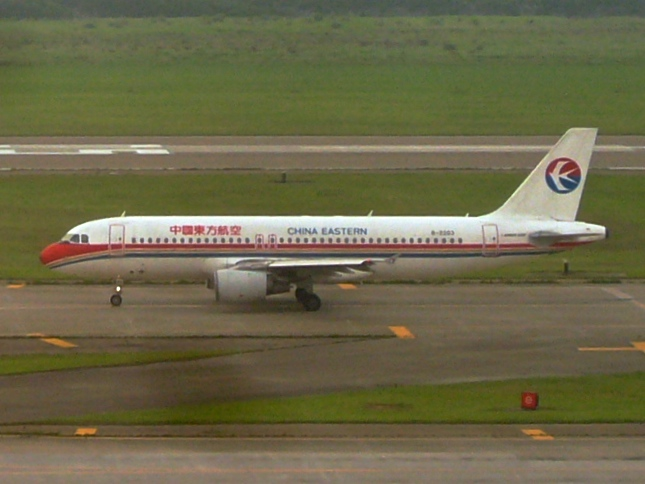
هواپیمایی شرقی چین خانواده ایرباس ای۳۲۰

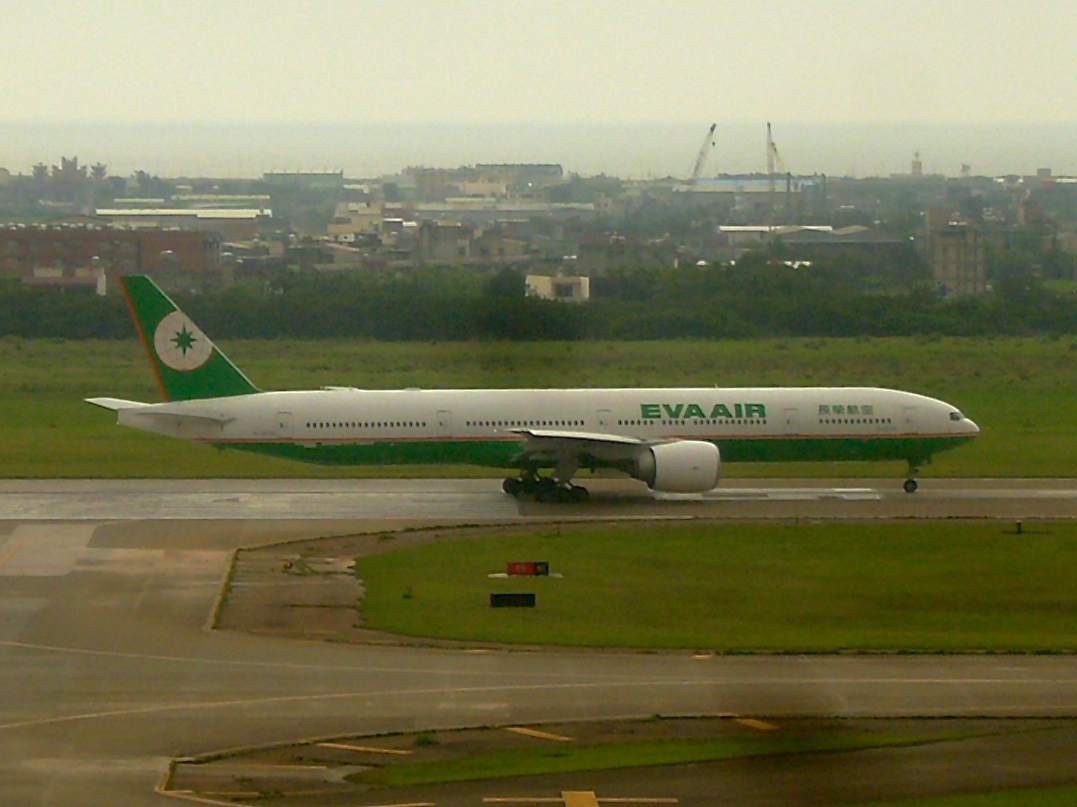
اوا ایر بوئینگ ۷۷۷

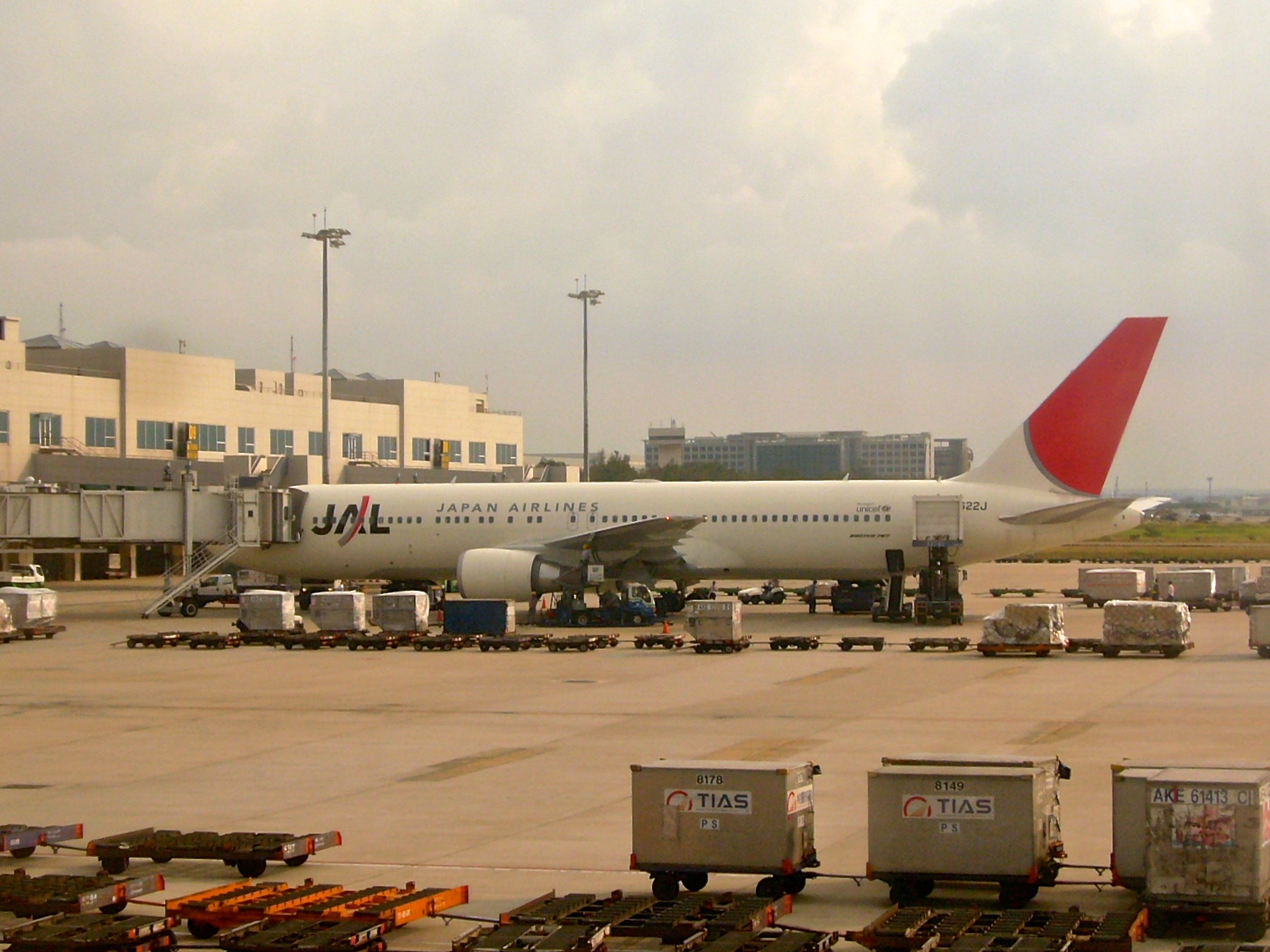
خطوط هوایی ژاپن بوئینگ ۷۶۷

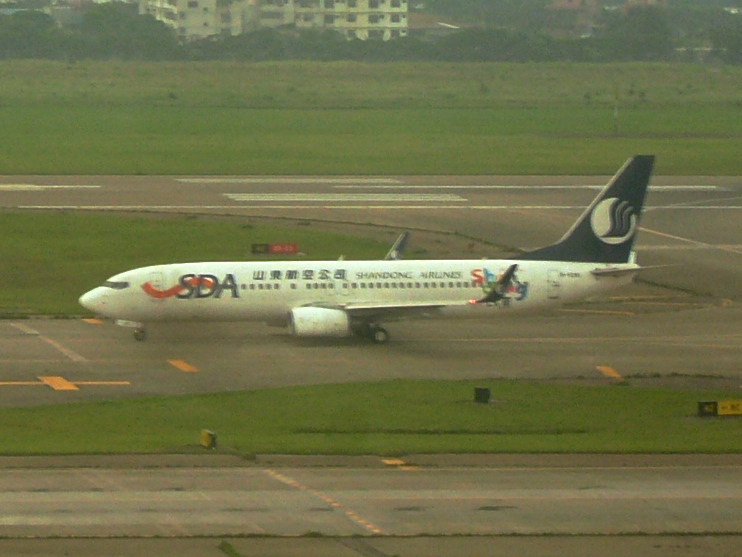
شاندونگ ایرلاینز بوئینگ ۷۳۷ نسل بعدی

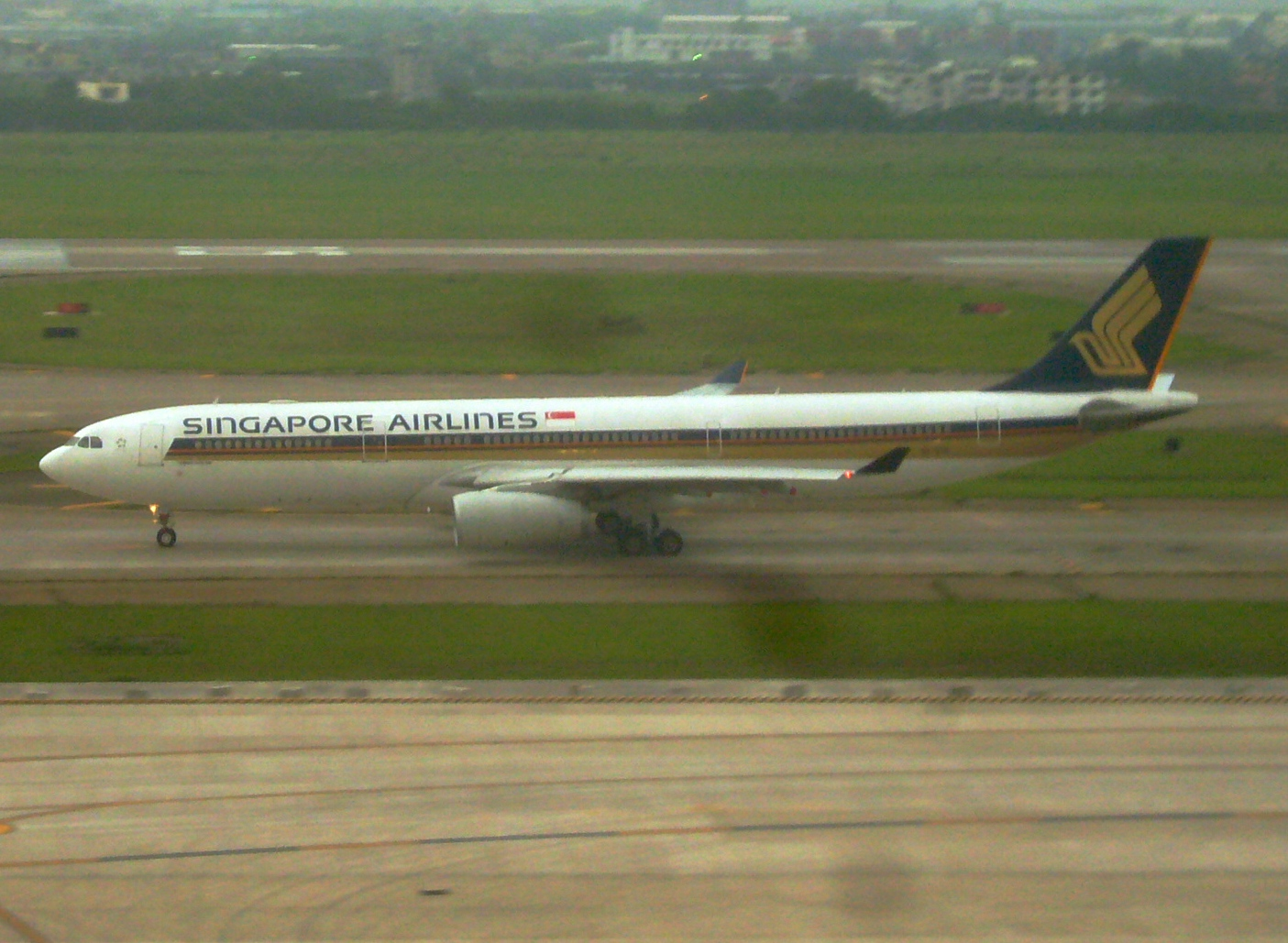
سنگاپور ایرلاینز ایرباس ای۳۳۰

| شرکت‌های هواپیمایی                        | مقصدهای پروازی |
| ---------------------------------------- | --- |
| ایرآسیا                                  | کوتا کینابالو |
| ایرآسیا ایکس                             | کوالالامپور |
| Air Busan                                | گیمهی |
| ایر کانادا                               | ونکوور |
| ایر چاینا                                | پکن، چنگدو شوانگلیو، چنگچینگ ییانگبی، هانگجو ژیاشان، شانگهای پودنگ، ونچو یونگچیانگ |
| ایر ماکائو                               | ماکائو |
| آل نیپون ایرویز اجرا توسط ایر ژاپن       | ناریتا |
| آسیانا ایرلاینز                          | اینچئون |
| دراگون‌ایر                                | هنگ کنگ |
| کاتای پاسیفیک                            | فوکوئوکا (پایان در ۲۸ اکتبر ۲۰۱۷)، هنگ کنگ، چوبو سنترایر، کانزای، اینچئون، ناریتا |
| سبو پسیفیک                               | مکتان-کبو، نینوی آکوئینو |
| چاینا ایرلاینز                           | اسخیپول آمستردام، اوکلند، سووارنابومی، پکن، بریزبن، گیمهی، چانگشا هوانگهوا (آغاز از ۱۱ سپتامبر ۲۰۱۷)، چنگدو شوانگلیو، دالیان ژووشویزی، ایندیرا گاندی، انگوراه رای، فرانکفورت، فوکوئوکا، انتونیو بی وان پت، بایون گوآنگجو، هایکو میلان، نوا به، هفئی ژینگیاو، هیروشیما، تان سون نهات، هنگ کنگ، بین الملی هونولولو، سوئکارنو-هتا، کاگوشیما، رومن ت‌متچول، کوالالامپور، گاتویک (آغاز از ۱ دسامبر ۲۰۱۷), لس‌آنجلس، نینوی آکوئینو، ملبورن، مییازاکی، چوبو سنترایر، ناها، نانچانگ چانگبی، جان اف کندی، کانزای، پنانگ، پنوم‌پن، کینگدائو لیوتینگ، لئوناردو دا وینچی-فیومیچینو، سانفرانسیسکو، سانیا فونیکس، نیو چیتوز، اینچئون، شانگهای پودنگ، شنژن بن، شیزوکا، چانگی سنگاپور، جواندا، سیدنی، تاکاماتسو، ناریتا، تویاما، اورومچی دیووپو، ونکوور، وین، ویهای داشویبو، ووهان تیانهه، سانن شوفانگ، شی‌آن شیان‌یانگ، سوژو گئوانئین، یانگون، یانگژو تایژو، یانتای چائوشوی فصلی: کرایست‌چرچ، Ishigaki، کالیبو |
| هواپیمایی شرقی چین                       | چانگجو بنیو، هفئی ژینگیاو، هوای‌ان لیانشوی، کونمینگ چانگشوی، لانجو ژنگچوان، لیجیانگ سانی، نانچانگ چانگبی، نانجینگ لوکو، نینگبو لیشه، کینگدائو لیوتینگ، شانگهای پودنگ، ووسو تائی‌یوان، ووهان تیانهه، سانن شوفانگ، شی‌آن شیان‌یانگ، یینچوان هیدونگ |
| هواپیمایی جنوبی چین                      | چانگچون لونگییا، چانگشا هوانگهوا، دالیان ژووشویزی، بایون گوآنگجو، گایلین لیانگ‌جیانگ، لانگ‌دونگ‌بائو گوئی‌یانگ، هاربین تایپینگ، نانینگ ووژو، شانگهای پودنگ، جییانگوشان، شنینگ تخین، شنژن بن، ووهان تیانهه، ایوو، Zhangjiajie، ژنگژو سین‌ژنگ |
| ایستار جت                                | اینچئون |
| هواپیمایی امارات                         | دوبی |
| اوا ایر                                  | اسخیپول آمستردام، سووارنابومی، پکن، بریزبن، مکتان-کبو، چنگدو شوانگلیو، اوهر شیکاگو، انگوراه رای، فوکوئوکا، بایون گوآنگجو، گایلین لیانگ‌جیانگ، هاکوداته، هانگجو ژیاشان، نوا به، هاربین تایپینگ، تان سون نهات، هوهوت بایتا، هنگ کنگ، جرج بوش، هونگشان تونکسی، سوئکارنو-هتا، جینان یاکیانگ، کوماتسو، کوالالامپور، هیترو لندن، لس‌آنجلس، ماکائو، نینوی آکوئینو، ناها، جان اف کندی، کانزای، شارل دوگل پاریس، پنوم‌پن، سانفرانسیسکو، نیو چیتوز، سیاتل-تاکوما، سندای، اینچئون، شانگهای پودنگ، چانگی سنگاپور، جواندا (پایان در ۳۰ اوت ۲۰۱۷)، ووسو تائی‌یوان، تیانجین بینهای، ناریتا، پیرسون تورنتو، ونکوور، وین، ژنگژو سین‌ژنگ فصلی: آساهیکاوا، هوکایدو |
| فار ایسترن ایر ترنسپورت                  | نیئیگاتا چارتر: دا نانگ، سیم ریپ |
| هاینان ایرلاینز                          | پکن، دالیان ژووشویزی، بایون گوآنگجو، هایکو میلان، لانجو ژنگچوان، شی‌آن شیان‌یانگ |
| هنگ کنگ ایرلاینز                         | هنگ کنگ |
| خطوط هوایی ژاپن                          | چوبو سنترایر، کانزای، ناریتا |
| JC International Airlines                | پنوم‌پن، سیم ریپ |
| ججو ایر                                  | گیمهی، اینچئون |
| Jetstar Asia Airways                     | کانزای، چانگی سنگاپور |
| Jetstar Japan                            | چوبو سنترایر، ناریتا |
| Jetstar Pacific Airlines                 | دا نانگ |
| Jin Air                                  | اینچئون |
| جونیائو ایرلاینز                         | شانگهای پودنگ |
| کاال‌ام1                                  | اسخیپول آمستردام |
| کورین ایر                                | گیمهی، اینچئون |
| مالزی ایرلاینز                           | کوتا کینابالو، کوالالامپور |
| مالیندو ایر                              | کوتا کینابالو، کوالالامپور |
| مندرین ایرلاینز اجرا توسط چاینا ایرلاینز | چانگچون لونگییا، چانگشا هوانگهوا، نانجینگ لوکو، نینگبو لیشه، شنینگ تخین، زیامن گائوچی، یانچنگ نانیانگ، ژنگژو سین‌ژنگ چارتر: کالیبو |
| نوک‌اسکوت                                 | دن موئنگ |
| Peach                                    | ناها، کانزای، نیو چیتوز (آغاز از ۲۴ سپتامبر ۲۰۱۷)، سندای (آغاز از ۲۵ سپتامبر ۲۰۱۷)، هانه‌دا |
| فیلیپین ایرلاینز                         | کالیبو، نینوی آکوئینو، کانزای، پورتو پرینسسا |
| ایراژیا فیلیپینز                         | مکتان-کبو، نینوی آکوئینو |
| Scoot                                    | نیو چیتوز، اینچئون، چانگی سنگاپور، ناریتا |
| شاندونگ ایرلاینز                         | جینان یاکیانگ، کینگدائو لیوتینگ، یانتای چائوشوی |
| شنژن ایرلاینز                            | نانچانگ چانگبی، نانینگ ووژو، نانتونگ زینگدونگ، کوانژو جینجیانگ، شنینگ تخین، شنژن بن، سانن شوفانگ |
| سیچوان ایرلاینز                          | کونمینگ چانگشوی |
| سنگاپور ایرلاینز                         | چانگی سنگاپور |
| اسپرینگ ایرلاینز                         | شانگهای پودنگ، شیاژونگ ژنگدینگ |
| تای ایرویز اینترنشنال                    | سووارنابومی، اینچئون |
| تایگرایر تایوان                          | دن موئنگ، گیمهی، دئگو، فوکوئوکا، هاکوداته، ججو، کانزای، ماکائو، چوبو سنترایر، ناها، اوکایاما، کانزای، سندای، هانه‌دا، ناریتا، سانن شوفانگ (آغاز از ۲۳ سپتامبر ۲۰۱۷) |
| ترکیش ایرلاینز                           | آتاترک |
| تی وی ایرلاینز                           | دئگو |
| Uni Air اجرا توسط اوا ایر                | چنگچینگ ییانگبی، دالیان ژووشویزی، فوژو چنگل، تان سون نهات، نانجینگ لوکو، نینگبو لیشه، کینگدائو لیوتینگ، اینچئون، شنینگ تخین، شنژن بن، شی‌آن شیان‌یانگ |
| یونایتد ایرلاینز                         | سانفرانسیسکو |
| Vanilla Air                              | تان سون نهات، ناها، کانزای، ناریتا |
| ویت‌جت ایر                                | نوا به، تان سون نهات |
| ویتنام ایرلاینز                          | نوا به، تان سون نهات |
| ژیامن ایرلاینز                           | چانگشا هوانگهوا، فوژو چنگل، هانگجو ژیاشان، کوانژو جینجیانگ، زیامن گائوچی |

Notes
^ : This flight continues from Taipei to Manila. However, کاال‌ام does not have fifth freedom rights to carry revenue traffic solely between TPE and MNL.

### باری

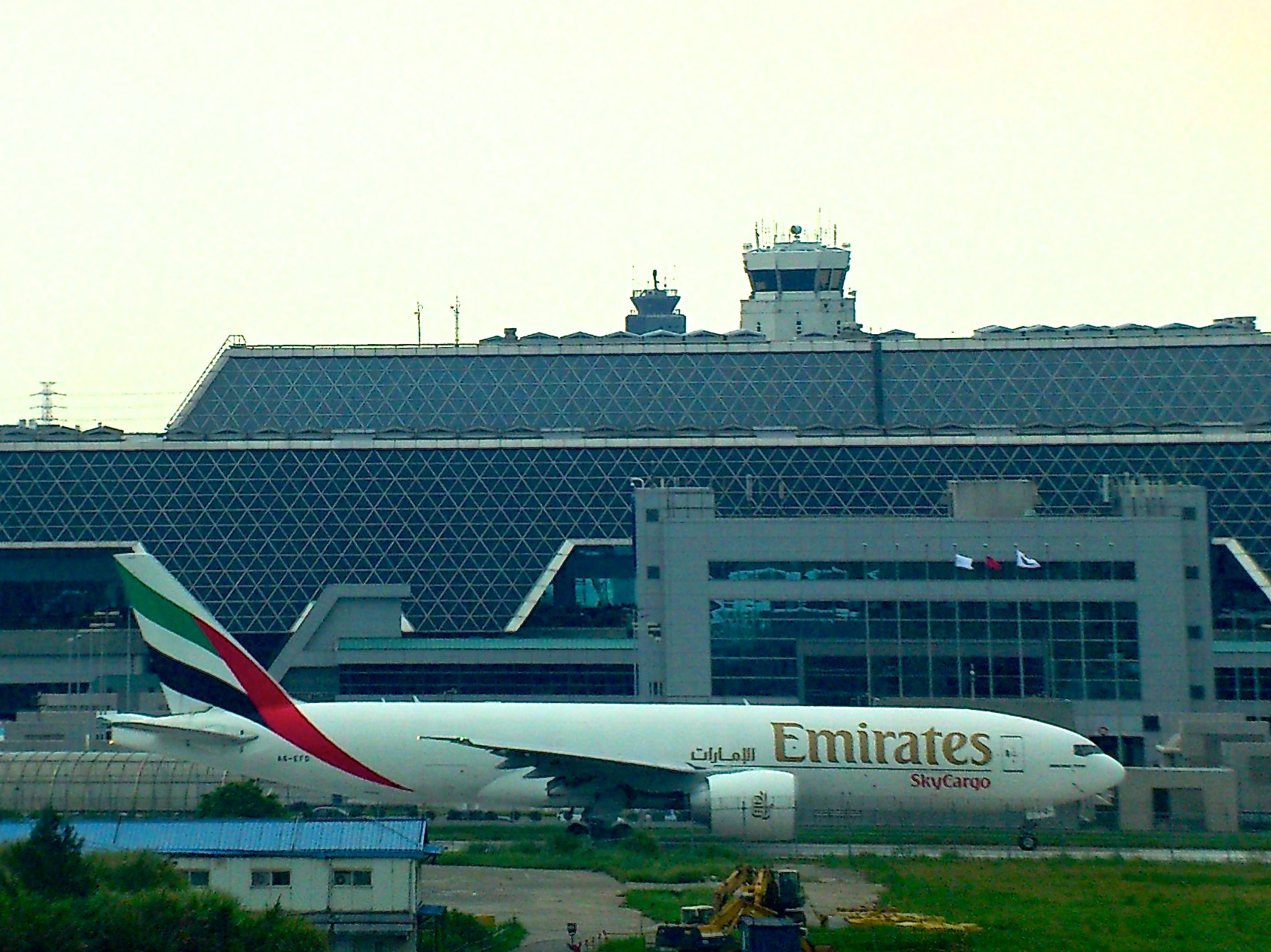
Emirates SkyCargo Boeing 777F

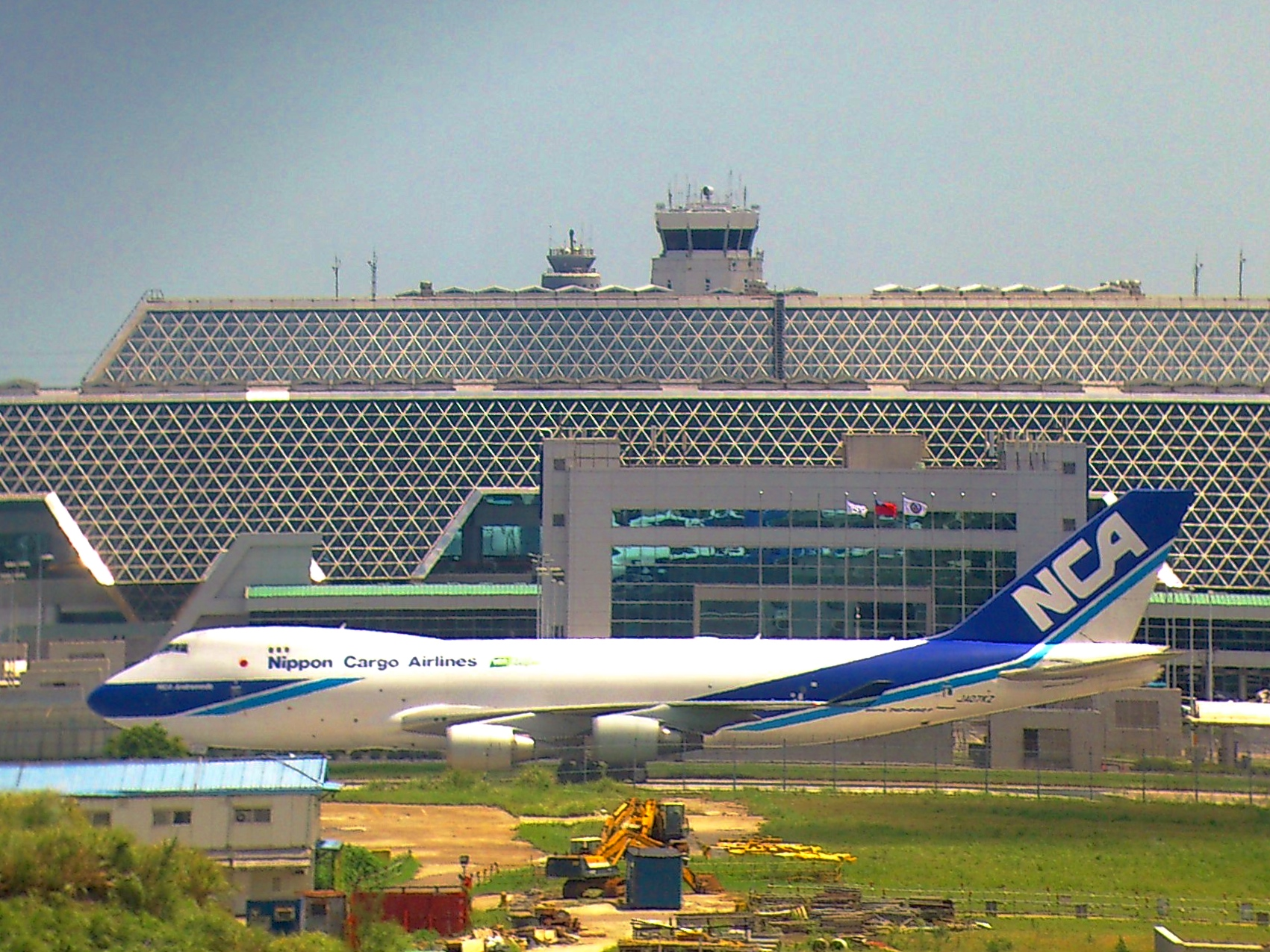
Nippon Cargo Airlines Boeing 747-400F

| شرکت‌های هواپیمایی                  | مقصدهای پروازی |
| ---------------------------------- | --- |
| AirBridgeCargo                     | شرمتیوو |
| Air China Cargo                    | شانگهای پودنگ |
| آل نیپون ایرویز                    | ناها، کانزای، ناریتا |
| کارگولوکس                          | آلماتی، حیدر علی‌اف، سووارنابومی، رفیق حریری بیروت، بوداپست فرنک لیست، دمشق، تان سون نهات، کوالالامپور، کویت، لوگزامبورگ - فیندل، میلانو مالپنسا، تولمچوا، اینچئون، وین |
| کاتای پاسیفیک                      | هنگ کنگ، ناریتا |
| چاینا ایرلاینز                     | اسخیپول آمستردام، تد استیونز انکوریج، هارتسفیلد-جکسون آتلانتا، سووارنابومی، لوگان، اوهر شیکاگو، چنگچینگ ییانگبی، دالاس-فورت ورث، ایندیرا گاندی، آل مکتوم، فرانکفورت، بایون گوآنگجو، نوا به، تان سون نهات، هنگ کنگ، جرج بوش، سوئکارنو-هتا، کوالالامپور، لس‌آنجلس، لوگزامبورگ - فیندل، نینوی آکوئینو، میامی، نانجینگ لوکو، جان اف کندی، کانزای، پنانگ، پراگ رازیون، سانفرانسیسکو، سیاتل-تاکوما، شانگهای پودنگ، شنژن بن، چانگی سنگاپور، ناریتا، زیامن گائوچی، ژنگژو سین‌ژنگ |
| چاینا کارگو ایرلاینز               | شانگهای پودنگ، زیامن گائوچی |
| چاینا پستال ایرلاینز               | فوژو چنگل |
| دی‌اچ‌ال اوییشن اجرا توسط ایر هنگ‌کنگ | هنگ کنگ |
| امارات اسکای‌کارگو                  | سووارنابومی، آل مکتوم |
| اوا ایر                            | تد استیونز انکوریج، هارتسفیلد-جکسون آتلانتا، سووارنابومی، اوهر شیکاگو، چنگچینگ ییانگبی، دالاس-فورت ورث، نوا به، هنگ کنگ، لس‌آنجلس، نینوی آکوئینو، کانزای، پنانگ، سیاتل-تاکوما، شانگهای پودنگ، شنژن بن، چانگی سنگاپور، ناریتا |
| فدکس اکسپرس                        | تد استیونز انکوریج، اوکلند، کلارک، هنگ کنگ، ایندیاناپلیس، ممفیس، کانزای، پنانگ، چانگی سنگاپور، ناریتا |
| هنگ کنگ ایرلاینز                   | هنگ کنگ |
| ام‌ای‌اس کارگو                       | کوالالامپور، نینوی آکوئینو، کوچینگ |
| نیپون کارگو ایرلاینز               | کیتاکیوشو، اینچئون، ناریتا |
| پولار ایر کارگو                    | سینسیناتی/کنتاکی شمالی، هنگ کنگ، لس‌آنجلس، چوبو سنترایر، اینچئون، ناریتا |
| SF Airlines                        | نینگبو لیشه، شنژن بن |
| یوپی‌اس ایرلاینز                    | تد استیونز انکوریج، کلارک، کلن بن، لوئیویل، چاتراپاتی شیواجی، اینچئون |
| یانگتزه ریور اکسپرس                | بایون گوآنگجو |